# 250'erne
Århundreder: 2. århundrede – 3. århundrede – 4. århundrede
Årtier: 200'erne 210'erne 220'erne 230'erne 240'erne – 250'erne – 260'erne 270'erne 280'erne 290'erne 300'erne
År: 250 251 252 253 254 255 256 257 258 259